# Avraham Gombiner
Avraham Gombiner ou Avraham Abele Ben-Ḥayim ha-Leṿi Gombiner (hébreu : אברהם אבלי הלוי גומבינר) (né circa 1635 à Gąbin, en Prusse orientale, Allemagne, aujourd'hui en Pologne, et mort le 5 octobre 1682 à Kalisz), connu comme le Magen Avraham (« Bouclier d'Abraham »), est  un rabbin, un talmudiste et une autorité religieuse de premier plan dans la communauté juive de Kalisz, au XVIIe siècle.

## Biographie
Avraham Gombiner est né circa 1635 (5395 du calendrier hébraïque) à Gąbin (Gombin), en Prusse orientale (province allemande),. Il est le fils du rabbin Chaim Peretz ha-Levi, tué par les Cosaques en 1655, et de Rivka Luria, morte en 1648, également tuée. 	
Il fait partie d'une fratrie de trois avec son frère Yehuda HaLevi Gombiner et sa sœur N.A. Gombiner (épouse Shpiro). Yehuda HaLevi Gombiner est né en 1639 également à Gąbin (Gombin), en Prusse orientale, et est mort en 1670 à Cracovie en Pologne.	
Après la mort de ses parents, il déménage pour vivre et étudier à Leszno puis il s'installe à Kalisz.	
Avraham Gombiner épouse Dina Pach. Ils ont trois filles dont Rivka Eidlish et Udel Gombiner, et deux fils Chaim Eidlish et Moses Gombiner. Chaim Eidlish est né en 1657 à Gąbin (Gombin) et est mort le 4 septembre 1698. Rivka Eidlish est née circa 1660.	
Son nom de famille Gombiner fait référence à son lieu de naissance. Il est également connu sous le nom de famille Kalisch, d'après la ville polonaise de Kalisz, où il passe la plus grande partie de sa vie d'adulte en tant que Dayan (juge) et Rosh Yeshiva (dirigeant de Yeshiva).
Il meurt en 1682 (5443 du calendrier hébraïque) et est enterré à Kalisz.

## Œuvre
- (he) Magen Avraham (Bouclier d'Abraham).

Il s'agit d'un commentaire sur le Orah Hayim, section du Choulhan Aroukh de Yossef Caro, qui traite des lois juives de la vie quotidienne, les prières, et mitsvot des fêtes. Le titre de l'ouvrage, tiré de la prière de la Amida, reflète le prénom de l'auteur (Avraham), et utilise le nom du premier patriarche Abraham, car les lois traitées dans cette section du Choulhan Aroukh sont fondamentales.
L'ouvrage est publié après la mort de son auteur.